# 카를로 유호 스톨베리
카를로 유호 스톨베리(핀란드어: Kaarlo Juho Ståhlberg [ˈkɑːrlo ˈjuho ˈstoːlberi][*], 스웨덴어: Carl Johan Ståhlberg 칼 요한 스톨베리[ˈkɑːɭ ˈjuːhan ˈstoːlbærj][*]: 1865년 1월 28일 – 1952년 9월 22일)는 핀란드의 법학자, 정치인이다. 1919년 핀란드 헌법 초안 작성에 중심적 열할을 했으며 초대 공화국대통령을 역임했다.

## 어린 시절
카이누 지역 수오무살미에서 보조목사 요한 가브리엘 스톨베리(Johan Gabriel Ståhlberg)와 그 아내 아만다 구스타바 카스트렌(Amanda Gustafa Castrén)의 둘째로 태어났다. 스톨베리가와 카스트렌가의 남자 조상들은 모두 루터교 성직자였다. "칼 요한"(스웨덴어: Carl Johan [ˈkɑːɭ ˈjuːhan][*])이라는 세례명을 받았으나 나중에 대부분의 페노마니아들이 그러했듯 핀란드식으로 "카를로 유호"(핀란드어: Kaarlo Juho [ˈkɑːrlo ˈjuho][*])로 개명했다.

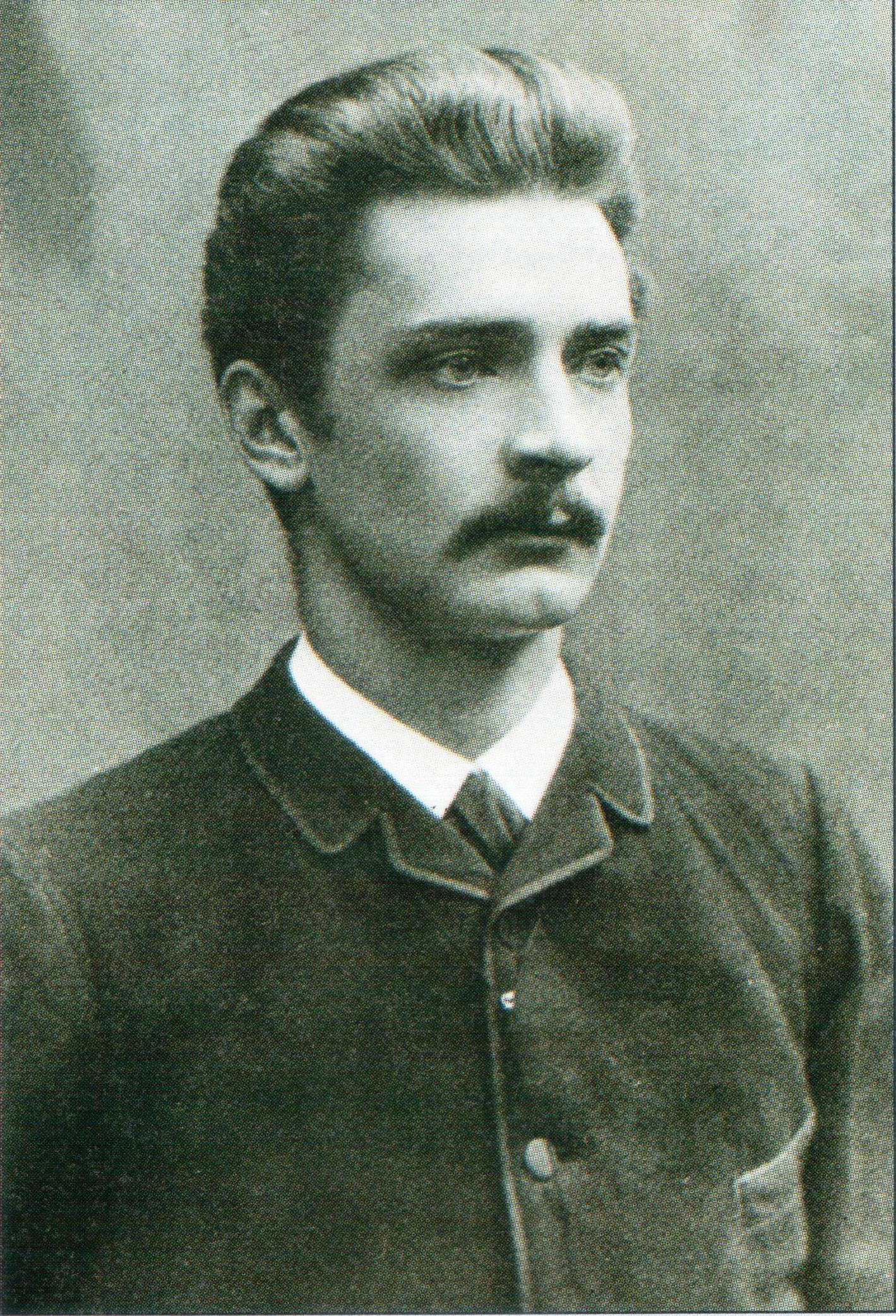
대학생 스톨베리.

스톨베리와 그 가족은 라흐티에 살았고, 스톨베리는 여기서 문법학교를 다녔다. 스톨베리가 어릴 때 부친이 죽어 가족은 재정적으로 어려워졌다. 독지가 라우리 코발라이넨의 도움으로 스톨베리 가족은 오울루로 이사갔고 여기서 학교를 계속 다녔다. 스톨베리의 어머니가 일을 하면서 가족을 부양했다. 코발라이넨은 스톨베리에게 큰 영향을 미쳤고, 스톨베리는 나중에 그가 제2의 아버지 같은 존재라고 회고하기도 했다. 스톨베리 가족은 언제나 핀란드어를 사용했으며, 어린 스톨베리는 오울루 뤼세오 사립학교에 들어갔다. 스톨베리는 탁월한 학생으로 수석을 차지했다. 1899년 헬싱키 대학교에서 법학 학사 학위를 받고 졸업했고, 1893년에는 법학 박사 학위를 받았다.

## 공무원 경력
스톨베리는 핀란드 대공국 원로원에서 상당히 오랫동안 법제 일을 했다. 스톨베리는 기존의 핀란드 헌법 구조 안에서 러시아화 정책에 저항하는 "호헌파"였다. 또한 그는 여성참정권을 지지했으며, 금주법 문제에 있어서는 온건한 입장이었다.
스톨베리는 1891년 핀란드 국회의 재무위원회 서기를 지낸 뒤 1894년 헬싱키 대학교에서 행정법 및 경제학 조교수가 되었다. 이 즈음 청년 핀란드당에 입당하면서 정치에 활발히 관여하게 되었다.
1893년 헤드비히 이레네 보흘베리(Hedvig Irene Wåhlberg, 1869년–1917년)와 처음 결혼했다. 슬하에 카를로(1894년-1977년), 아이노(1895년-1974년), 엘리(1899년-1986년), 아우네(1901년-1967년), 유호(1907년-1973년), 퀼릭키(1908년-1994년) 여섯 자녀를 두었다.
1898년, 스톨베리는 원로원의 민사국 규약서기로 임명되었다. 이는 원로원의 서기들 가운데 두 번째로 높은 직위였다. 스톨베리의 규약서기 임명은 신임 총독 니콜라이 보브리코프가 승인했는데, 아이러니하게도 보브리코프의 총독 재임 기간은 러시아화 정책이 시작되면서 호헌파 스톨베리의 성향과 완전히 반대되는 방향으로 국정이 운영되었다. 스톨베리는 1901년 헬싱키 시 평의회 평의원이 되어 1903년까지 재임했다. 1902년 강제적인 병역을 법제화하는 것에 반대하다가 규약서기직에서 해임되었다.

## 정치인 경력
스톨베리는 1904년-1905년 핀란드 국회의 시민부 의원을 지냈다. 1905년 레오 메켈린을 수반으로 하는 새 원로원에서 상공국장으로 임명되었다. 호헌파들로 이루어진 새 원로원의 최대 과제는 핀란드 국회의 개혁이었다. 스톨베리는 핀란드 국회를 핀란드 의회로 전환시키는 법제개혁의 초안 마련에 참여했다. 이후 스톨베리는 1907년 금주법을 발의했다가 의회에 거부당하자 원로원에서 사퇴했다.
이듬해 스톨베리는 학계로 돌아가 헬싱키 대학교 행정법 교수로 임명되어 1918년까지 그 직을 유지했다. 이 시기에 가장 영향력 있는 저서인 《핀란드 행정법 제1, 2권》을 저술했다. 정치에도 계속 참여하여 청년 핀란드당 중앙위원회 위원으로 선출되었다. 1908년, 스톨베리는 해메 남부 선거구를 지역구로 의회의원에 선출되어 1910년까지 동 지역구 의원을 지냈다. 1914년부터는 오울루 남부 선거구에서 의원을 지내다가 1918년 최고행정재판소 재판소장으로 임명되면서 의원직을 사퇴했다. 또한 1914년에는 의회의장을 역임했다.
1917년 2월 혁명이 일어나자 비사회주의자 의원들은 스톨베리를 차기 원로원장으로 지지했으나 사회민주당은 스톨베리를 지지하지 않았고, 사민당의 오스카리 토코이가 원로원장이 되었다. 스톨베리는 대신 2월 혁명의 결과를 반영하여 핀란드 신정부의 골격을 마련하는 헌법위원회 위원장이 되었다.
헌법위에서 통과시킨 새 정부 형태는 전체적으로 스웨덴 지배 시기의 1772년 헌법에 기반했다. 이 제안은 러시아 공화국 임시정부에게 거부당했고, 이후 10월 혁명 및 핀란드 독립 선언 같은 큰 사건들이 연달아 일어나면서 잊혀진 채 방치되었다.

## 핀란드 헌법 설계
1917년 12월 핀란드가 독립하게 되면서 헌법위원회는 새로운 정부 제안서를 다시 작성했다. 헌법위 위원장으로서 스톨베리는 헌법 초안을 마련하고 고치는 일에 참여했다. 1918년 핀란드 내전을 거치고, 이후 국체를 정하는 문제로 공화주의자들과 군주주의자들이 논쟁하는 가운데 셀 수 없이 많은 제안들이 오갔다. 1918년, 내전에서 승리한 보수파는 대개 입헌군주제를 지지했지만 스톨베리는 공화제를 지지했다. 스톨베리는 최고행정재판소 재판소장으로 임명되면서 의회의원직을 내려놓았기에 그해 10월 프리드리히 카를 폰 헤센 공자를 핀란드 국왕으로 추대하는 문제에 관한 표결에 참여하지 못했다. 하지만 제1차 세계 대전에서 독일이 망하면서 헤센 공자를 왕으로 옹립하는 것은 없던 일이 되었고, 핀란드는 공화국이 되는 것이 확실시되었다. 이에 스톨베리는 대통령을 직접선거로 선출할 것을 지지했지만 국가평의회는 선거인단제를 선택하되, 초대 대통령은 의회에서 선출하기로 결정했다.

## 대통령 임기
스톨베리는 대통령 후보로 출마했고, 새로 창당한 국민진보당 및 농업동맹의 지지를 받았다. 1919년 7월 25일 대통령 선거 결과 스톨베리는 국민연합당 및 스웨덴인당의 지지를 받은 만네르헤임 남작을 143대 50으로 꺾고 초대 대통령으로 선출되었다.
스톨베리는 다음날 초대 공화국대통령으로 취임하고, 헬싱키의 자택을 떠나 대통령궁에 입주했다.

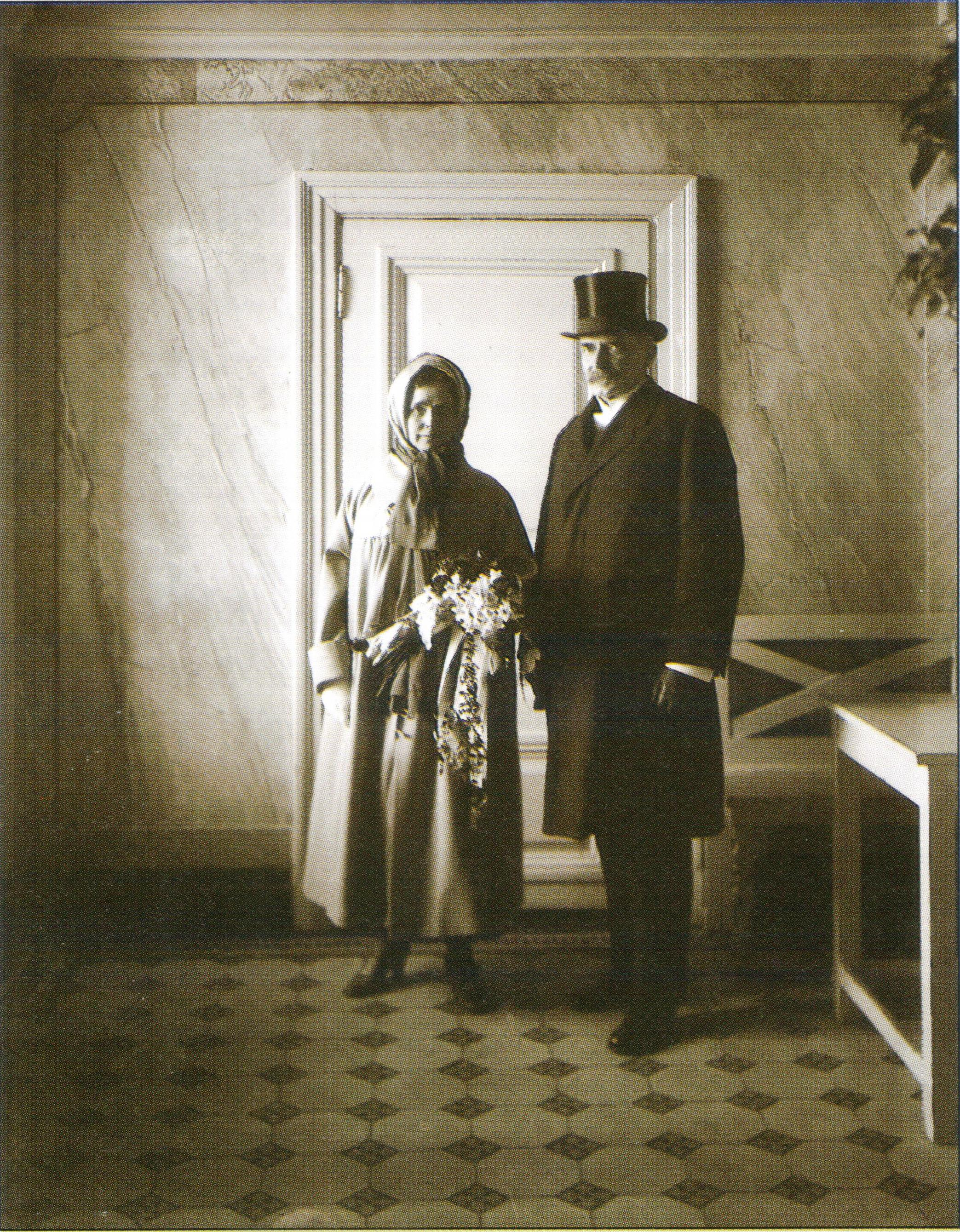
스톨베리의 재혼 웨딩사진.

스톨베리는 대통령으로서 형식을 준수했으며, 또한 성격이 부끄럼이 많아 대중 앞에서 할 말이 있으면 모두 미리 원고를 작성했다. 또한 그는 각종 공식 행사와 여행을 싫어했고 해외순방도 다니지 않았다. 경쟁자였던 스빈후부드의 카리스마적인 성격과는 대조적이었다. 그래서 스톨베리는 제대로 된 측근이나 골수 지지자들을 만들지 못했다. 자유민주주의의 수호자였지만 그 개인은 인기가 없었다.
1917년 홀아비가 되었으나 1920년 에스터 핼스트룀(Ester Hällström, 1870년–1950년)과 재혼했다.

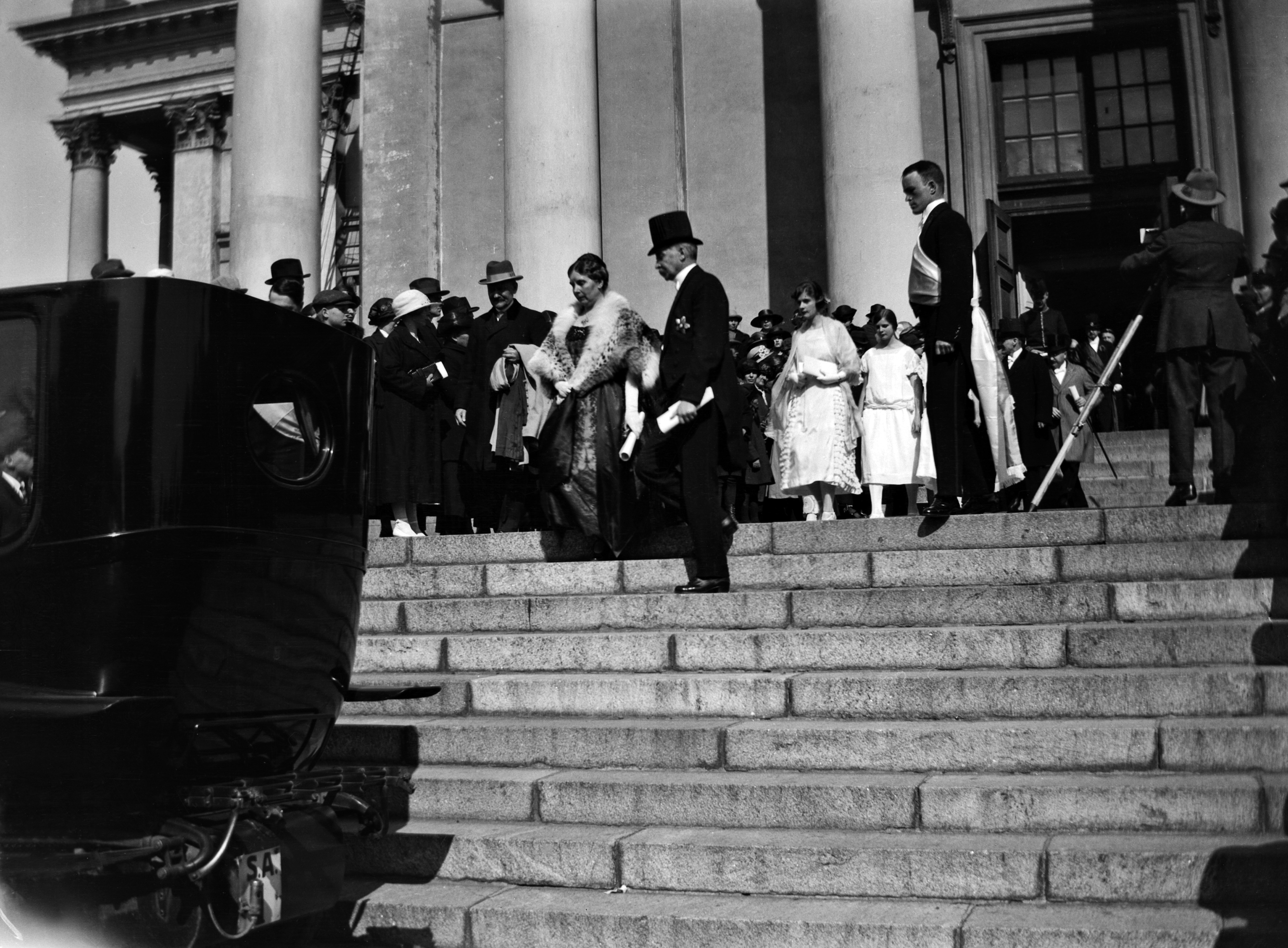
1923년 6월 헬싱키 대학교 졸업식에 귀빈으로 참석한 스톨베리.

초대 대통령으로서 스톨베리는 대통령직이 어떻게 수행되어야 하는지에 관한 다양한 선례와 해석을 남겼다. 스톨베리의 대통령 재임기에는 단명 내각들의 교체가 줄을 이었다. 스톨베리는 총 8개 내각을 지명했다. 이 내각들은 대개 농업동맹과 국민진보당, 국민연합당, 스웨덴인당의 연정으로 이루어졌지만 2개 내각은 선거관리내각이었다. 스톨베리는 내각과 때로 의견 불일치가 있더라도, 자신이 지명한 내각을 대체로 지지했다. 예외적인 경우로 1924년 1월 제1차 칼리오 내각을 사퇴시킨 일이 있다. 1923년 공산주의 성향의 의원 27명이 체포당하자 스톨베리는 총리 퀴외스티 칼리오에게 즉시 재선거를 통해 의원 수 200명을 회복할 것을 주문했지만 칼리오가 불복하자 스톨베리는 칼리오 내각을 사퇴시켰다.
스톨베리는 과거 적핀란드 가담자들도 민주공화국을 받아들일 수 있도록 온건한 사회경제적 개혁을 취할 것을 지지했다. 그는 적군에 가담했다가 감옥에 간 수감자들 대부분을 사면했다. 이 과정에서 우익 세력, 특히 내전 때 백핀란드 가담자들과 군부 고급장교들의 강경한 비판이 있었지만 스톨베리는 사면을 강행했다. 또한 노사교섭에 있어 노동조합이 경영주 단체와 동등한 힘을 행사할 수 있게 하는 법안, 빈민들의 공공법지 법안, 그리고 대지주들의 땅을 매입해 소농이나 땅이 아예 없는 농촌 거주자들에게 분배하는 칼리오법에 서명했다.
외교 정책에 있어 스톨베리는 스웨덴에게 유보적인 태도를 취했다. 이는 그의 재임 초기 발생한 올란드 위기가 원인이었다. 한편 독일에 대해서도 조심스러운 태도를 취했다. 반면 폴란드, 영국, 프랑스와는 친하게 지내려 했지만 그다지 성공적이지 못했다.

## 말년

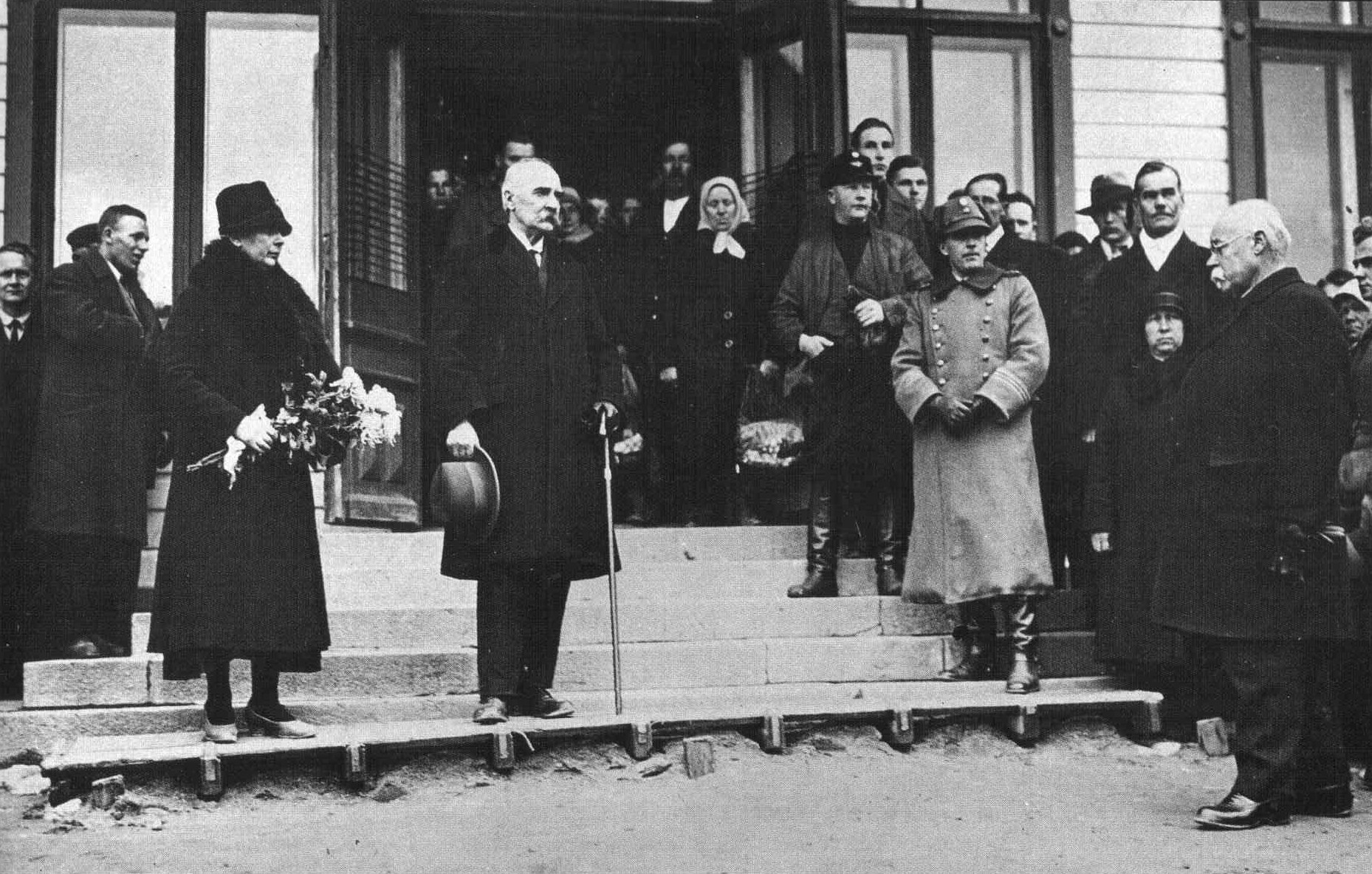
납치에서 구출된 직후 회견하는 스톨베리 부부.

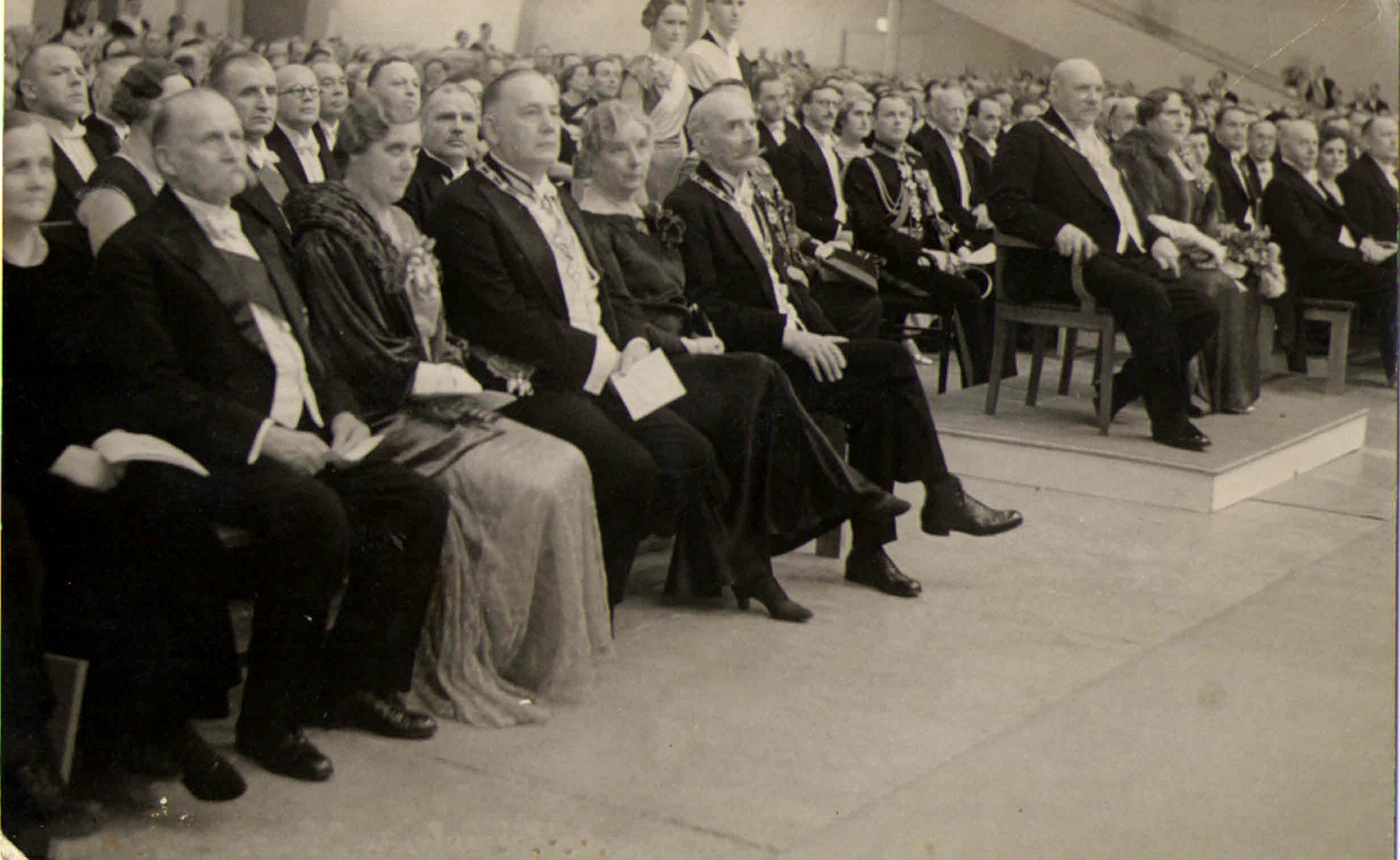
1936년 12월 15일 핀란드 대통령 스빈후부드의 75번째 생일. 아내 엘렌과 함께 연단에 앉아 있는 스빈후부드; 왼쪽부터 K. J. 스톨베르그 대통령과 그의 부인 에스테르, 라우리 크리스티안 리란데르 대통령과 그의 부인 시그네, 그리고 총리였던 쿄스티 칼리오 대통령과 그의 부인 카이사. 의 왼쪽 상단에는 법무부 장관이자 나중에 대통령이 있습니다.

스톨베리는 대통령에 재임하며 큰 스트레스를 받았고, 1925년 대통령 선거에 출마하지 않았다. 또한 그는 자신이 내려가면 우익 군주주의자들도 공화국을 받아들이고 화해의 장에 나설 것이라 믿었다. 헬싱키 대학교 총장으로 초빙되었지만 거부하고, 내각의 법제위원회 위원이 되었다. 또 1930년-1933년 우시마 선거구를 지역구로 국민진보당 후보로 출마해 다시 의회의원이 되었다.
1930년, 극우파 라푸아 운동가들이 스톨베리 부부를 납치해 소련 국경에 갖다 버리려 한 스톨베리 납치사건이 발생했다. 하지만 이 사건으로 인해 라푸아 운동은 역풍을 맞아 쇠퇴하게 되었다.
스톨베리는 1931년 대통령 선거에 국민진보당 후보로 다시 나섰지만 3차 결선투표까지 간 끝에 페르 에빈드 스빈후부드에게 불과 2표로 패배했다. 1937년 대선에도 출마했지만 3위에 그쳤다.
1946년, 스톨베리는 공직에서 은퇴하고 새 대통령 유호 쿠스티 파시키비의 법률고문이 되었다. 파시키비는 스톨베리와 자주 논의를 나누었고, 스톨베리가 죽기 2주 전까지도 만나 회동했다. 파시키비 대통령 시절 스톨베리가 "회색 추기경"으로 영향력을 발휘했다는 사실은 파시키비의 개인 문서보관고가 공개된 이후에야 밝혀졌다.
1948년 스탈린이 핀란드와의 우호협조상호원조조약을 제안해오자 대통령 파시키비가 스톨베리에게 모스크바에 파견되는 협상대표단에 참여할 것을 제안했다. 하지만 스톨베리는 그것을 거부하고 소련이 핀란드를 발칸반도처럼 위성국으로 만들려 할 것을 경고했다. 1950년 대통령 선거를 앞두고 파시키비가 자신의 임기를 연장시키는 특별법을 통과시키려 꾀하자 스톨베리는 파시키비에게 서한을 보내 그 시도를 비난했다.:88-90
스톨베리는 1952년 사망했고, 헬싱키의 히에타니에미 묘지에 최고의 예를 다해 매장되었다.
핀란드의 역대 대통령 중 스톨베리는 거의 흠 잡을 데가 없다고 높은 평가를 받는다. 스톨베리는 도덕적이고 엄격한 민주주의와 법치의 수호자이며 핀란드 헌법의 아버지로 존경받는다. 자발적으로 대통령직에서 내려온 선택도 그가 권력에 굶주린 직업정치꾼이 아니었다는 증거로 회자된다.

## 역대 선거 결과
| 선거명      | 직책명          | 대수 | 정당       | 1차 득표율 | 1차 득표수 | 2차 득표율 | 2차 득표수 | 3차 득표율 | 3차 득표수 | 결과 | 당락 |
| ----------- | --------------- | ---- | ---------- | ---------- | ---------- | ---------- | ---------- | ---------- | ---------- | ---- | ---- |
| 1919년 선거 | 핀란드의 대통령 | 1대  | 국민진보당 | 73.33%     | 143표      |            |            |            |            | 1위  |      |
| 1931년 선거 | 핀란드의 대통령 | 3대  | 국민진보당 | 19.33%     | 58표       | 49.67%     | 149표      | 49.67%     | 149표      | 2위  | 낙선 |
| 1937년 선거 | 핀란드의 대통령 | 4대  | 국민진보당 | 50.00%     | 150표      | 6.33%      | 19표       |            |            | 3위  | 낙선 |
| 1943년 선거 | 핀란드의 대통령 | 5대  | 국민진보당 | 0.36%      | 1표        |            |            |            |            | 3위  | 낙선 |
| 1946년 선거 | 핀란드의 대통령 | 7대  | 국민진보당 | 8.09%      | 14표       |            |            |            |            | 2위  | 낙선 |